# Aphaobius knirschi
Aphaobius knirschi – gatunek chrząszcza z rodziny grzybinkowatych i podrodziny zyzkowatych. Endemit Słowenii.

## Taksonomia
Takson ten opisany został po raz pierwszy w 1913 roku przez Josefa Müllera na łamach „Denkschriften der Kaiserlichen Akademie der Wissenschaften” jako podgatunek w obrębie Aphaobius milleri. Lokalizacją typową jest Škadovnica w słoweńskim Vransku. Do rangi osobnego gatunku wyniesiony został w 2010 roku przez Marca Bognolę i Dantego Vailatiego w ramach rewizji rodzaju.
W obrębie rodzaju należy do grupy gatunków kraussi wraz z: A. angusticollis, A. brevicornis, A. haraldi, A. kraussi i A. mixanigi.

## Morfologia
Chrząszcz o ciele długości od 2,8 do 3,2 mm. Ubarwienie ma w całości brązowe. Głowa jest pozbawiona oczu oraz zaopatrzona w długie i cienkie czułki, u samca sięgające tylnej ⅓ pokryw po rozprostowaniu do tyłu. Ich ósmy człon jest dwuipółkrotnie krótszy od poprzedniego. Przedplecze jest poprzeczne, od 1,5 do 1,7 raza szersze niż dłuższe, najszersze tuż przed podstawą. Boki ma na całej długości równomiernie łukowate, a tylne kąty ostre, ale niespiczaste. Stosunek długości do szerokości jajowatych, najszerszych w połowie pokryw wynosi od 1,3 do 1,5. Powierzchnia pokryw jest poprzecznie rowkowana. Skrzydeł tylnej pary brak zupełnie. Płat środkowy edeagusa samczych genitaliów jest krótszy niż paramery i w widoku grzbietowym ma boczne brzegi części odsiebnej prawie równoległe w nasadowych 4/5, a dalej lekko zafalowane i ku zaokrąglonemu szczytowi zbieżne. Dosiebna krawędź szczytowego otworu edeagusa jest prosta do lekko wypukłej.

## Ekologia i występowanie
Owad palearktyczny, południowoeuropejski, endemiczny dla Słowenii. Znany jest z jaskiń obszarów krasowych w okolicach miejscowości Vransko, Dobrovlje i Golte.